# Braveheartbattle
Der (oder die) BraveheartBattle ist ein Extrem-Hindernislauf.

## Beschreibung
Der BraveheartBattle findet seit 2010 jährlich im März statt. In den Jahren 2010 bis 2015 war Gastgeber das unterfränkische Münnerstadt. Seit dem Jahr 2016 ist Bischofsheim in der Rhön Austragungsort. Der Lauf wurde für den 10. März 2018 erstmals abgesagt, da der ehemalige Veranstalter PAS-Team Ltd. wenige Monate zuvor Insolvenz anmelden musste. Eine Neuplanung mit anderen Organisatoren gelang nicht rechtzeitig zum Termin.
Seit dem 24. März 2019 findet der BraveheartBattle unter einem neuen Veranstalter in Steinach (Thüringen) auf dem Gelände der Skiarena Silbersattel statt.
Im Gegensatz zu einem Marathonlauf handelt es sich bei diesem Extremlauf nicht um eine reine Laufveranstaltung. Auf der anspruchsvollen Naturstrecke müssen die Teilnehmer zusätzlich natürliche und künstliche Hindernisse überwinden. Hilfestellung der Teilnehmer untereinander ist dabei erlaubt und sogar ausdrücklich erwünscht. Vielfach treten Läufer in unterschiedlichsten Verkleidungen, häufig als Team, an. Hauptziel der meisten Teilnehmer ist das Ankommen innerhalb der vorgegebenen Maximalzeit. Dabei kommen ungefähr 5 % der Teilnehmer nicht im Ziel an.

## Sponsoren
Zu den Sponsoren des BraveheartBattle gehören Unternehmen wie zum Beispiel ON-Running, VITA, Xenofit, TEAG, Thüringen Alpin, Bitburger, Ravenol und Saalemaxx.

## Bekannte Teilnehmer
- Hagen Brosius, 1. Platz 2019 Männer auf der Distanz KillHill und Original
- Laura Brosius, 1. Platz 2019 Frauen auf der Distanz KillHill und Rookie